# César Almeida (ginete)
César Almeida (Rio de Janeiro, 18 de outubro de 1961) é um ginete brasileiro.

## Carreira
O cavaleiro César Almeida ingressou no esporte aos 18 anos, no Rio de Janeiro. Em 1980 começou a dar aulas de equitação e, dois anos mais tarde, abriu sua própria escola. Em meados de 1992 fundou o Manége Pinus Park, formou um grupo de alunos e começou a saltar frequentemente. Tornou-se campeão brasileiro sênior em 2001.
Seu grande momento foi a medalha de ouro por equipes nos Jogos Pan-Americanos de 2007, do Rio. Também representou o Brasil nos Jogos Pan-americanos de 2011 em Guadalajara, no México.